# La Louve (série télévisée)
Pour les articles homonymes, voir La Louve.
La Louve est une série télévisée française en trois épisodes de 90 minutes dont le premier épisode a été créé et réalisé par Philippe Venault et le second par Bruno Bontzolakis et diffusée entre le 3 mars 2007 et le 2 mai 2009 sur France 3.

## Synopsis
Laurence Louve est commissaire de police à l'anti-gang. Débordée et obsédée par son travail, elle n'a pas vu son mari tomber dans la dépression. Lorsque ce dernier se suicide, presque sous ses yeux, elle est traumatisée. Elle décide de quitter Paris et de partir s'installer en province avec sa fille, Emilie, devenue avocate. Quelques mois plus tard, Laurence obtient sa mutation à Bordeaux. Hélas, dans son nouveau commissariat, elle n'est pas vraiment la bienvenue. Le commissaire Attar, gendre du procureur, espérait obtenir ce poste. Contrarié, celui-ci ne va pas lui rendre la vie facile. Mais Laurence ne va pas baisser les bras pour autant. Elle va reprendre activement une série d'enquêtes sur des disparitions suspectes dans la région. La relation entre les deux commissaires est tendue. Ils s'attirent autant qu'ils se détestent. Vont-ils réussir à faire équipe ? Vont-ils finir par s'entendre ?

## Distribution

### Acteurs principaux
- Élisabeth Vitali : Laurence Louve
- Patrick Catalifo : Alexis Attar
- Gaëla Le Devehat : Emilie Louve

### Acteurs secondaires
- Alex Descas : David Santini
- Franck Adrien : Boutard
- Michaël Pinelli : Gariani
- Christophe Meynet : Herbier
- Alexandre Carrière : Gilbert Rivera
- Marie Oury : Marion Lattigue
- Dominique Mérot : Barbara Santini
- Michel Vuillermoz : Lionel Spiroglou
- Jean-Yves Chatelais : Philippe Duval
- Philippe Demarle : Thibaud Daquin
- Frédéric Guerbert : Gilles Taillefer
- Christian Loustau : Le commissaire Valadier
- Jalil Naciri : L'avocat de Duvalr

## Épisodes
1. La Louve (diffusé le 3 mars 2007)
2. Descente au septième cercle (épisode présenté au festival de Luchon 2009)
3. Les proies sont dans la ville (diffusé le 21 mars 2009)

## Tournage
Le tournage des épisodes 2 et 3 de La Louve s'est déroulé du 28 juillet 2008 au 3 octobre 2008 à Lyon et dans ses environs. 